# Sejm Krajowy Górnej Austrii
Sejm Krajowy Górnej Austrii (niem. Oberösterreichischer Landtag) – parlament  austriackiego kraju związkowego (landu) Górna Austria. Jest władzą ustawdawczą landu i wybiera jego rządu. Siedzibą sejmu jest Dom Krajowy w Linzu.
Sejm Krajowy składa się z 56 parlamentarzystów. Kadencja Sejmu wynosi sześć lat.
Bezpośrednim poprzednikiem Landtagu Górnej Austrii było Tymczasowe Zgromadzenie Prowincjalne Górnej Austrii, działające zaraz po zakończeniu I wojny światowej.
Landtag obradował po raz pierwszy w 1408 roku.

## Budynek parlamentu
Landtag Dolnej Austrii znajduje się w Landhaus, w stolicy kraju związkowego, Linzu. Budynek został zbudowany między 1568 a 1658 rokiem.